# Бёрнс, Кэтрин
Кэтрин Бёрнс (англ. Catherine Burns, род. 24 сентября 1945) — американская актриса.
Актёрское образование получила в Американской академии драматического искусства, после окончания которой в 1968 году дебютировала на Бродвее. Год спустя актриса получила хорошие отзывы и номинацию на «Оскар» за исполнение роли Роды в драме «Последний ужин». Другими приметными её работами на большом экране стали роли в фильмах «Я, Натали» (1969) и «Алая заря» (1971).
В 1970-е и 1980-е годы Кэтрин Бёрнс снималась довольно мало и исключительно на телевидении. Она появилась в сериалах «Полицейская история», «Женщина-полицейский» и «Бионическая женщина», а в 1984 году завершила свою актёрскую карьеру.
Бёрнс также является автором детской книги «Зимние птицы», которая была опубликована в 1971 году.